# Henry Thompson
Sir Henry Thompson (Framlingham, 1820 – Londra, 1904) è stato un chirurgo inglese.

## Biografia
Nacque il 6 agosto 1820 a Framlingham, Suffolk. Nonostante sin da giovane avesse manifestato grande interesse verso la medicina, il padre, rigido osservante calvinista, lo obbligò a gestire l'attività familiare. A causa di ciò Thompson soffrì di terribili emicranie e attacchi di malinconia, che egli stesso in età adulta ritenne sintomi di una depressione clinica. Nel 1848 il padre acconsentì a finanziare gli studi in medicina e chirurgia presso l'University College di Londra. Thompson mostrò ben presto la propria vocazione per la carriera medico-scientifica: si laureò nel 1851 con il massimo dei voti e si specializzò in urologia.
Fu docente di chirurgia all'University College Hospital e di patologia al Royal College of Surgeons of England, oltre ad essere farmacologo e astronomo. Ebbe tre figli da Kate Loder, una musicista di pianoforte che sposò nel 1851 e che pochi anni dopo il matrimonio rimase paralizzata. In età non ancora matura gli venne diagnosticata una malattia che lo costrinse a seguire una dieta ferrea, situazione che lo ispirò nella stesura di un libro intitolato Alimenti e alimentazione. Morì a Londra nel 1904 e ancora oggi il suo nome viene associato alla sua opera On tumors of the bladder (1884) e alla Cremation society of Great Britain che egli stesso fondò.

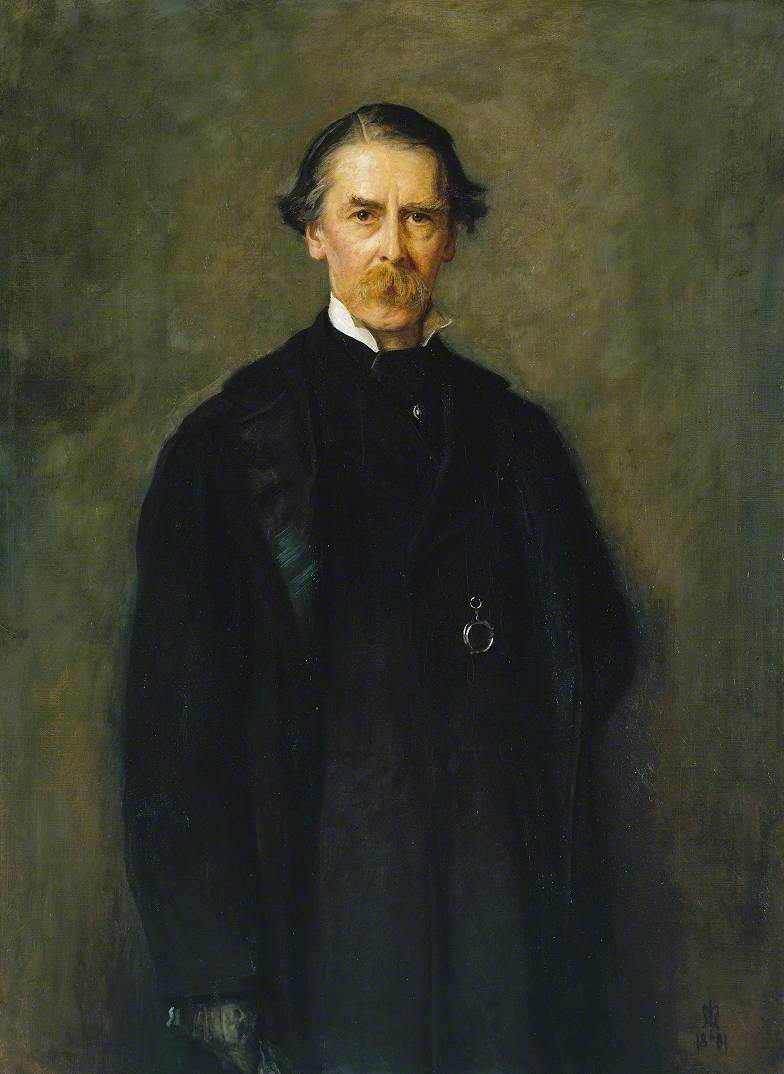
Sir Henry Thompson Baronetto

## Studi e carriera

### La tecnica chirurgica
Dopo anni di frustrante lavoro presso l'attività paterna, nel 1848 poté iniziare il corso di studi nella professione di medico e chirurgo presso l'University College di Londra. Si laureò nel 1851 con il massimo dei voti in anatomia e chirurgia, vincendo numerose medaglie tra cui una d'argento per la chimica e altre d'oro per la medicina, l'anatomia e la chirurgia. Dopo la laurea si specializzò in chirurgia del tratto genito-urinario, su cui scrisse molti saggi e articoli per i quali vinse nel 1852 e nel 1860 il Premio Jacksoniano del Royal College of Surgeons. Recatosi a Parigi per essere eletto membro della Société de la Chirurgie, poté approfondire i propri studi affiancato da Jean Civiale, dal quale apprese la tecnica della litotrissia vescicale. Tornato in patria si creò la fama di abile incisore e iniziò ad esercitare la propria professione come medico legale presso la Marylebone Workhouse Infirmary, per poi essere nominato assistente chirurgo nel 1853 all'University College Hospital, dove nel 1863 venne promosso chirurgo. Lo stesso anno fu convocato per operare il re del Belgio Leopoldo II affetto da calcoli renali. Dopo il buon esito di tale intervento, Thompson fu nominato chirurgo straordinario dal sovrano e venne cavalierato nel 1867. Le sue occupazioni in qualità di chirurgo e di docente di clinica chirurgica gli consentirono di far carriera come medico ufficiale della regina Vittoria del Regno Unito.
Nel 1873 operò per calcoli renali l'ex-imperatore Napoleone III, il quale morì quattro giorni dopo di uremia. L'anno seguente diventò consulente chirurgo e nel 1884 venne trasferito al Royal College of Surgeons in qualità di docente di chirurgia e patologia.
Tra le sue opere le più celebri figurano:
- Patologia e Trattamento della stenosi dell'uretra (1852);
- Salute e Anatomia patologica sulla prostata (1860);
- Sui tumori della vescica (1884).

I suoi interessi in ambito medico furono rivolti alla tecnica chirurgica tradizionale, nonostante fosse ritenuta obsoleta dai suoi colleghi, alla farmacologia e all'igiene.

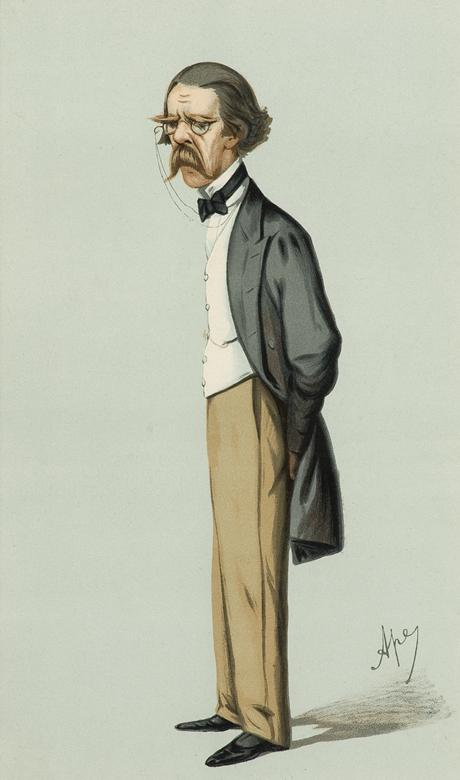
Henry Thompson Vanity Fair 1º agosto 1874

### La cremazione
Nel 1873 partecipò all'Esposizione di Vienna, dove fu mostrata una delle prime macchine per la cremazione. Thompson la considerò una tecnica efficace per limitare la diffusione delle malattie, per ridurre le spese dei funerali e per preservare i monumenti funebri dal vandalismo. Intuite le potenzialità di tale innovazione, iniziò ad interessarsi alla delicata questione riguardante l'etica sul suo utilizzo. A sostegno della propria posizione pubblicò alcuni articoli e opere tra cui:
- Cremazione, il trattamento del corpo dopo la morte (1874);
- Cremazione moderna, la sua storia e pratica (1889).

Nel 1874, assieme ad altri collaboratori, fondò e fu il primo presidente di una Società che si oppose alle restrizioni legali sulla cremazione. Attraverso una vigorosa attività intellettuale, una perseverante ricerca della verità e un intenso lavoro di propaganda, ottenne l'appoggio di molti personaggi di rilievo del tempo che acconsentirono a firmare un documento con cui accettarono la cremazione come alternativa alla sepoltura.

### L'alimentazione
Uno degli argomenti più cari a Thompson fu il rapporto tra dieta sana e benessere. Dal momento che la popolazione nazionale, oltre ad un mancato esercizio fisico, basava la propria alimentazione principalmente su pietanze grasse come arrosto e bolliti, il suo scopo fu quello di migliorarne le abitudini alimentari e lo stile di vita. A tal proposito scrisse un'opera di successo intitolata Alimenti e alimentazione che venne stampata in 12 edizioni nell'arco di tre decenni. Il manoscritto contiene vari consigli utili per la salute, tra i quali variare l'alimentazione, arricchendola con più frutta e verdura, cuocere i cibi a basse temperature per facilitarne la digestione e garantire una migliore assimilazione dei principi nutritivi in essi contenuti.

## Altre attività

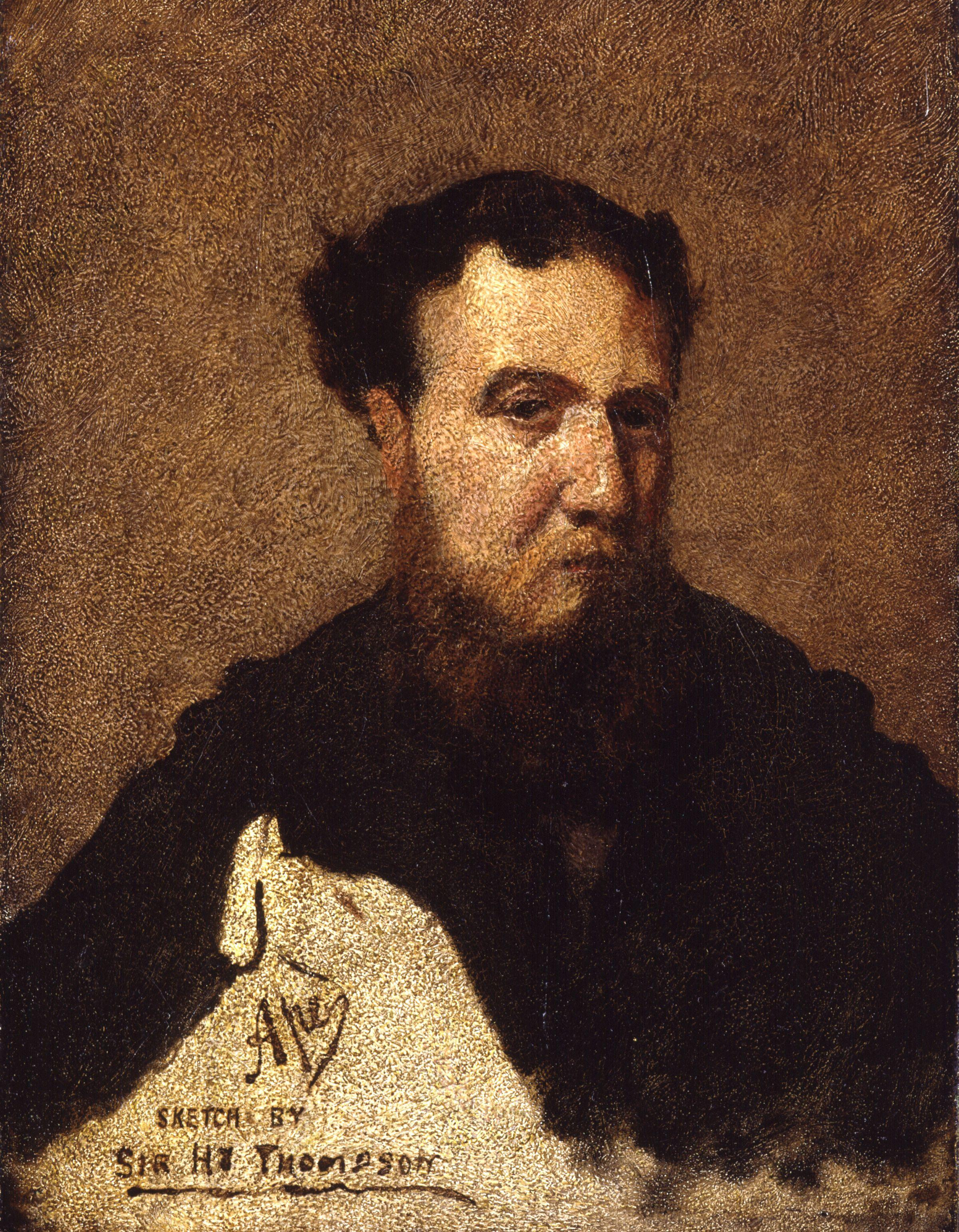
Carlo Pellegrini dipinto da Sir Henry Thompson

Cosciente del fatto che i suoi attacchi di emicrania e di malinconia fossero dovuti alla depressione, causata dalla tensione mentale e da episodi di forte delusione, Thompson tentò di auto curarsi dedicandosi a numerosi hobby.
Uno di questi fu la scrittura, infatti tra le sue opere figurano due romanzi pubblicati nel 1885 e nel 1886 e un libro circa la corretta alimentazione.
Le sue doti artistiche emersero nella musica in qualità di flautista, nella fotografia e nella pittura. Alcuni tra i suoi dipinti e schizzi sono esposti presso la Royal Academy of Arts di Londra e il Salone di Parigi. Nel 1870 iniziò a collezionare porcellana cinese, che gli fruttò 4 328 sterline una volta venduta. Nel 1901 si interessò ai primi modelli di macchina a motore, che sperimentò di persona acquistando una Daimler 6,5 CV, invenzione che promosse con diversi articoli sul Times.
Una delle sue più importanti occupazioni fu l'astronomia. Creò un osservatorio astronomico privato presso la sua dimora di Molesey e finanziò l'Osservatorio di Greenwich con numerose presentazioni e con la donazione di nuovi modelli di telescopio rifrattore e di telescopio riflettore perfezionati da lui stesso. Per la sua filantropia ottenne il titolo di Baronetto nel 1899.

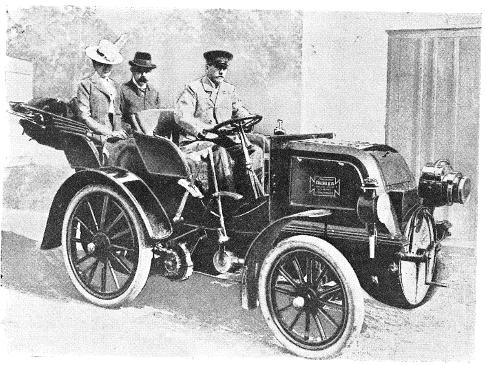
Uno dei primi modelli della Daimler (1901)

### Le ottave
Le ottave erano delle cene organizzate da Thompson che si svolgevano rigorosamente alle otto di sera, con otto portate. Gli otto commensali erano selezionati tra uomini celebri di varie professioni ed esperienze, in visita a Londra. L'obiettivo era quello di discutere circa un unico argomento attorno a una tavola ovale e far emergere i diversi punti di vista di ognuno. Tra i partecipanti a tali eventi emergono nomi di celebri personaggi quali Charles Dickens, i futuri sovrani Edoardo VII e Giorgio V, William Makepeace Thackeray, John Tenniel, Lawrence Alma-Tadema, Edwin Henry Landseer e Arthur Conan Doyle. Quest'ultimo, che descrive Thompson come un famoso viveur e gran giudice di raffinatezza, racconta nella propria autobiografia come si svolgevano queste amabili cene ad otto, alle quali erano presenti solo sceltissimi ospiti tutti uomini, liberi di prender parte ad attraenti conversazioni.

## Scritti principali
- H. Thompson, Patologia e Trattamento della stenosi dell'uretra, 1852.
- H. Thompson, Salute e Anatomia patologica sulla prostata, 1860.
- H. Thompson, Cremazione, il trattamento del corpo dopo la morte, 1874.
- H. Thompson, Sui tumori della vescica, 1884.
- H. Thompson, Cremazione moderna, la sua storia e pratica, 1889.